# Anne Ramberg
Anne-Christine Ramberg (där Ramberg uttalas med kort a), född Christenson 26 augusti 1952 i Skeppsholms församling i Stockholm, är en svensk jurist som åren 2000–2019 var generalsekreterare i Sveriges advokatsamfund. Hon var den första kvinnan på denna post. 
Ramberg är sedan 2020 ordförande i Uppsala universitets styrelse, Konsistoriet. Hon är också styrelseordförande i Stiftelsen Expo samt i Stiftelsen Stockholmspriset i kriminologi.
Sedan 2019 är Ramberg ledamot av Civil Rights Defenders styrelse och sedan samma år också styrelseledamot i Raoul Wallenberg Institute. Hon är också styrelseledamot i Southern African Litigation Center.

## Biografi
Anne Ramberg är dotter till kommendörkapten Agne Christenson och juristen Elsie, ogift von Malmborg, samt brorsdotter till sångerskan Ulla Christenson.
Hon är uppvuxen på Östermalm i Stockholm och gick i Lyceum för flickor i sex år. Därefter i gymnasiet på Statens normalskola. Hon arbetade som gruppsekreterare och biträdande borgarrådssekreterare i Stockholms kommun 1974–1975. Ramberg studerade juridik vid Stockholms universitet, blev juris kandidat 1976 och har verkat som advokat sedan 1981. Hon var anställd som biträdande jurist vid Kjell Hökerberg Advokatbyrå under fem år och var därefter verksam vid Advokatfirman Wesslau Holm fram till 1985, då hon startade egen verksamhet i Advokatfirman Mattson Ramberg, senare Advokatfirman Ramberg. Hon lämnade byrån 2000 för att bli generalsekreterare i Sveriges advokatsamfund.
Hon har förutom posten som generalsekreterare för Sveriges Advokatsamfund  2000-2019 innehaft en rad uppdrag i Sverige och internationellt. Hon var ordförande för Stockholmsavdelningen av Sveriges Advokatsamfund, ledamot av Huvudstyrelsen av Sveriges advokatsamfund, ledamot av Sveriges advokatsamfunds understödsfond jämte Gustaf och Calla Sandströms minnesfond. Hon har under närmare 19 år varit ledamot i Tjänsteförslagsnämnden och därefter i Domarnämnden, styrelseledamot i EU:s byrå för grundläggande rättigheter (FRA), Ad hoc-domare i Europadomstolen, ledamot i Ekobrottsmyndighetens insynsråd, ledamot i Värdegrundsdelegationen (Forum för främjande av värdegrundsarbetet i statsförvaltningen), ledamot i Svenska styrelsen för de nordiska juristmötena, ledamot i styrelsen för Föreningen för lagstiftningslära, ersättare i Prövningsnämnden för stöd till kreditinstitut, ordförande i Barnrättscentrum vid Stockholms Universitet, treasurer och ledamot i styrelsen i International Legal Assistance Consortium (ILAC), styrelseledamot i International Bar Association (IBA) Human Rights Trust, styrelseledamot i  CEELI Institute (Central an European Law Initiativ), ordförande i Chief Executives of European Bar Association, (CEEBA), ledamot i Council of Bars and Law ( CCBE),  ledamot av EyeWitness Trust, Co-Chair of IBA Rule of law Forum, Styrelseledamot i Emil Heijnes Stiftelse för Rättsvetenskaplig forskning, styrelseledamot i Juridiska biblioteket, ansvarig utgivare för Tidskriften Advokaten och styrelseledamot i Michael Bindefelds Stiftelse till minne av Förintelsen. Hon har tidigare varit ledamot i Pressens opinionsnämnd under sex år, styrelseordförande i Juristföreningen i Stockholm, styrelseledamot vid Stockholms universitet, under många år ledamot av Etiska rådet vid Rikspolisstyrelsen samt generaldirektörens vid Säkerhetspolisen referensgrupp. Hon har undervisat i Etiken i juridiken vid Stockholms universitet.
Anne Ramberg har ingått som expert i flera statliga utredningar; Domarutredningen, Utredningen om Förtroende och Kvalitet i Domstolarna, Migrationsspråkutredningen, Utredningen om utvärdering av vissa förändringar i tingsrättsorganisationen, Utredningen om utvärderingen av lagen om hemlig rumsavlyssning och lagen om åtgärder för att förhindra vissa särskilt allvarliga brott, Utredningen hemliga tvångsmedel för särskilt allvarlig eller annars samhällsfarlig brottslighet, Förvaltningslagsutredningen, Grundlagsutredningens expertgrupp om olika former av normkontroll, Utredningen om förstärkt skydd mot främmande makts underrättelseverksamhet, Utredningen om vissa hemliga tvångsmedel, Utredningen om ett straffrättsligt skydd för den personliga integriteten, Utredningen om datalagring och EU-rätten, Utredningen om hemlig datavläsning, Utredningen om rättssäkerhetsgarantierför hemliga tvångsmedel, och Utredningen om kartläggning av hur svensk lagstiftning och praxis överensstämmer med Barnkonventionen. 
Anne Ramberg tilldelades år 2006 H.M. Konungens medalj av 12:e storleken att bäras i högblått band för ”framträdande insatser för svenskt rättsväsende". Den 29 januari 2016 promoverades hon till juris hedersdoktor vid juridiska fakulteten vid Uppsala universitet. Hon utsågs till hedersmedlem i International Legal Consortium 2018 och tilldelades samma år International Bar Associations Leadership Award in Promoting Human Rights and the Rule of Law.
År 2019 tilldelades hon även  Kerstin Hesselgren-priset med motivationen ”en förebild som med ett långsiktigt engagemang sätter fokus på medmänsklighet och jämlikhet på våra arbetsplatser och i vårt samhälle.” 
Anne Ramberg var 1977–2002 gift med advokaten Fredrik Ramberg (född 1949), son till advokaten Johan Ramberg och Astri, ogift Engström. De fick en son tillsammans (född 1984). Numera är hon sambo med advokaten Claes Lundblad.

## Samhällsdebatt
I sin roll som generalsekreterare och advokat har Ramberg ofta engagerat sig i olika juridiskt relaterade frågor i samhällsdebatten, vilket inte sällan väckt kontroverser.
Ramberg var kritisk mot flera förslag från dåvarande justitieministern Thomas Bodströms om att ge polisen utökade möjligheter till avlyssning och övervakning (se Bodströmsamhället), vilket hon ansåg strida mot den personliga integriteten. Hon har även anfört kritik mot Skatteverkets skatterevisioner riktade mot advokatbyråer och mot verkets långtgående befogenhet att granska enskilda genom så kallad tredjemansrevision. Även mot förra justitieministen Beatrice Ask, som tyckte att misstänkta sexköpare skulle hängas ut, har hon riktat kritik. Ask menade att sexköpare skulle få handlingar hem i kuvert med grälla färger i syfte att peka ut personen för exempelvis familjen. Det skulle enligt Ask innebära "lite grann att du får skämmas på torget". Ramberg kallade det i sin tur för en "hårresande tanke".
Anne Ramberg har själv blivit kritiserad av bland andra Claes Borgström och Leif Silbersky för sitt försvar av kung Carl XVI Gustaf i en ledare i tidskriften Advokaten i samband med dennes påstådda besök på sexklubbar. Kritiken grundades på Rambergs medlemskap i Kungliga patriotiska sällskapet och personliga band till kungafamiljen. Hon har även fått kritik för att hon påstod att TV4-programmet Kalla faktas undersökning av drottning Silvias far var avsedd att angripa statsskicket.
Ramberg har en blogg där hon kommentarar samhällsutvecklingen. Hon är kritisk till vad hon kallar "Vänsterpartiets bristande insikter och respekt för gällande rättsprinciper". Hon har på sin blogg även hävdat att Stefan Löfven har "uppenbarligen okunniga rådgivare".
Ramberg har hävdat att det "sätt på vilket palestinier behandlas på Västbanken liksom i Gaza är djupt diskriminerande och mycket försiktigt uttryckt, att jämställa med apartheid". I en artikel i DN Debatt 25 juli 2014 hävdade hon att "Israels agerande inte är förenligt med internationell rätt". För detta fick hon kritik av bland annat Martin Blecher, före detta informationssekreterare vid Svensk Israelinformation, och docent Mikael Goldstein.

## Kontroverser
Ramberg förespråkar en generös flyktingpolitik och har vid ett tillfälle kallat invandringsfientliga grupper för "bruna råttor" (till vilka hon initialt hänförde riksdagsledamoten Hanif Bali). Advokatsamfundets styrelse tog avstånd från språkbruket.
Ramberg väckte kontrovers när hon i en intervju för SR i september 2016 lade fram att humanismen kräver att alla kanske måste göra avkall en del på välfärden för att hjälpa till när det blir en flyktingkatastrof.